# 金本南希
金本 南希（かねもと なみ、1996年6月23日 - ）は、日本の女優である。東京都出身。

## 出演

### 舞台・ミュージカル
- アニー（2006年） - スマイル組・テシー 役
- 葉っぱのフレディ〜いのちの旅〜（2007年） - 白組・ダニエル 役
- 若草物語 ルイザが描く愛の世界（2008年） - エイミー 役
- 葉っぱのフレディ〜いのちの旅〜（2009年） - 春組・クレア役

### テレビ
- すずがくれた音（2004年、TBS） - 渚 役